# Loxosceles caribbaea
Loxosceles caribbaea là một loài nhện trong họ Sicariidae.
Loài này thuộc chi Loxosceles. Loxosceles caribbaea được miêu tả năm 1958 bởi Gertsch.